# 清华大学航空发动机研究院
清华大学航空发动机研究院，简称航发院，是清華大學下属的航空发动机实体化科研机构。清华航发院主要探索中國自主研发航空发动机，將清华航发院建设成具有世界一流水准的航空发动机理论技术。

## 历史
2012年1月12日，清华大学依托航天航空学院、能源与动力工程系、汽车工程系成立航发院，為虚体科研机构，挂靠在航天航空学院。
2017年12月8日，清华大学成立实体化科研机构“清华大学航空发动机研究院”。2018年12月18日，清华大学航空发动机研究院揭牌仪式在清华大学主楼举行。